# Pedro Surra Rull

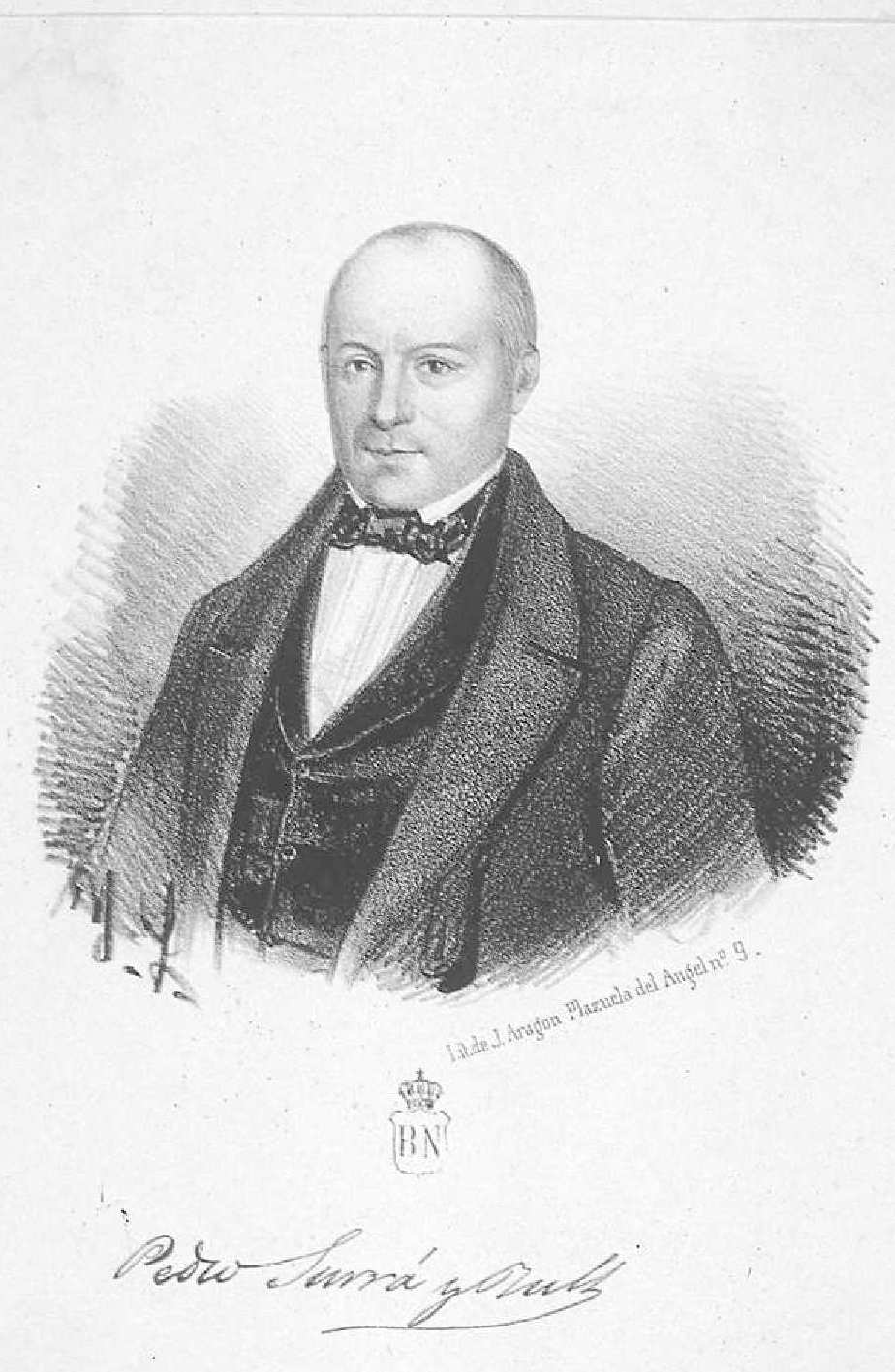
Pedro Surra y Rull, Y. S. litografió / Litografía de Aragón, Plazuela del Ángel, 9, Madrid. Biblioteca Nacional de España.

Pedro Surra Rull (Barcelona, 21 de mayo de 1794-Madrid, 15 de marzo de 1850) fue un político, militar y economista español, que llegó a ser ministro de Hacienda durante el reinado de Isabel II.

## Biografía
Surra Rull llegó a comandante dentro de la Milicia Nacional. Combatió como soldado en la Guerra de la Independencia para pasar más tarde a representante comercial en Madrid de una empresa familiar, llegando a ser una persona muy conocida en la capital de España. Con el Trienio Liberal fue uno de los alcaldes que eligió asambleariamente Madrid. En junio de 1822 fue elegido diputado en las Cortes por Cataluña donde defendió una política económica de saneamiento de las finanzas públicas basada en la refinanciación del conjunto de la deuda pública dispersa, la emisión de bonos patrióticos con cargo a las contribuciones y los premios de loterías y la creación de un banco central, si bien el proyecto no salió adelante. Finalizado el Trienio y restaurado el absolutismo, debió marchar al exilio en el Reino Unido. Regresó a España con la muerte de Fernando VII y ocupó la Comisión de Aranceles y Aduanas en 1839, durante la regencia de María Cristina en la minoría de edad de Isabel II. En 1840 fue nombrado director general de Rentas con Baldomero Espartero de regente, diputado al Congreso en 1841 por Gerona, accediendo a ministro de Hacienda en 1841 hasta 1842. Dada la precaria situación económica del país y de las arcas públicas, trato de renegociar la deuda con las entidades financieras británicas, lo que consiguió en parte, redujo considerablemente los gastos del ejército, que pasaron de 1.700 millones de reales a 1.100 millones, impulso una reforma tributaria, que incluyó una revisión a fondo del sistema de contribuciones, pero que no fue avalada por las Cortes debido a su carácter progresista, demasiado avanzado para la época pero que sirvió de base para la reforma posterior de Alejandro Mon en 1845. Fue el autor del proyecto de ley de desamortización de bienes del clero, que el anterior ministro, Agustín Fernández Gamboa trató de llevar a buen puerto sin éxito, y que se aprobó en lo que se conoció después como "Ley de Espartero".